# Oliver Bjorkstrand
Oliver Bjorkstrand (ur. 10 kwietnia 1995 w Herning) – duński hokeista, reprezentant Danii.
Jego ojciec Todd (ur. 1963) także był hokeistą (pochodził ze Stanów Zjednoczonych, od 1988 grał w Danii, później został tam trenerem), a obecnie jest trenerem hokejowym. Brat Patrick (ur. 1992) jest również hokeistą.

## Kariera
- Herning U17 (2009-2011)
- Herning U20 (2011)
- Herning II (2011)
- Herning Blue Fox (2011-2012)
- Portland Winterhawks (2012-2015)
- Lake Erie Monsters (2015/2016)
- Cleveland Monsters (2016/2017)
- Columbus Blue Jackets (2016-2022)
- Seattle Kraken (2022-)

Wychowanek Herning IK. Od 2011 do 2012 grał w seniorskim zespole w duńskiej Superlidze. W połowie 2012 wyjechał do USA, gdzie został zawodnikiem amerykańskiego klubu Portland Winterhawks w kanadyjskich juniorskich rozgrywkach WHL w ramach CHL. W drafcie NHL z 2013 został wybrany przez Columbus Blue Jackets. We wrześniu 2013 został ponownie przekazany do Portland. Pod koniec grudnia 2013 podpisał trzyletni kontrakt wstępujący z Columbus. Po zakończeniu występów w juniorskiej lidze WHL, we wrześniu 2015 został zawodnikiem zespołu farmerskiego CBJ, Lake Erie Monsters w lidze AHL. W marcu 2016 trafił do składu CBJ i rozegrał 12 meczów pod koniec sezonu NHL (2015/2016) strzelając 4 gole i zaliczając 4 asysty. Wraz z drużyną Lake Erie Monsters zdobył mistrzostwo AHL. W połowie 2018 przedłużył kontrakt z Columbus Blue Jackets o trzy lata, a w styczniu 2020 o kolejnych pięć lat. W lipcu 2022 został przetransferowany do Seattle Kraken.
W barwach juniorskich reprezentacji Danii uczestniczył w turniejach mistrzostw świata do lat 18 w 2012 (Elita), mistrzostw świata do lat 20 w 2012 (Elita), 2013 (Dywizja I), 2014 (Dywizja I), 2015 (Elita). Następnie został kadrowiczem seniorskiej reprezentacji kraju. Uczestniczył w turniejach mistrzostw świata w 2015, 2018.

## Sukcesy
Reprezentacyjne
- Awans do MŚ do lat 20 Elity: 2014

Klubowe
- Złoty medal mistrzostw Danii: 2012 z Herning Blue Fox
- Puchar Danii: 2012 z Herning Blue Fox
- Scotty Munro Memorial Trophy: 2013 z Portland Winterhawks
- Ed Chynoweth Cup - mistrzostwo WHL: 2013 z Portland Winterhawks
- Puchar Caldera - mistrzostwo AHL: 2016 z Lake Erie Monsters

Indywidualne
- DM U17 w Danii (Zachód):
  - Pierwsze miejsce w klasyfikacji strzelców: 28 goli
  - Pierwsze miejsce w klasyfikacji asystentów: 26 asyst
  - Pierwsze miejsce w klasyfikacji kanadyjskiej: 54 punkty
  - Najlepszy napastnik
- Puchar Danii 2011/2012:
  - Najbardziej Wartościowy Zawodnik (MVP)
- Superliga duńska w hokeju na lodzie (2011/2012):
  - Najlepszy debiutant sezonu
- Mistrzostwa świata do lat 18 w hokeju na lodzie mężczyzn 2012:
  - Jeden z trzech najlepszych zawodników reprezentacji
- WHL i CHL 2012/2013:
  - Pierwsze miejsce w klasyfikacji strzelców wśród debiutantów w sezonie zasadniczym: 31 goli
  - Pierwsze miejsce w klasyfikacji kanadyjskiej wśród debiutantów w sezonie zasadniczym: 63 punkty
  - CHL Top Prospects Game
- Mistrzostwa Świata Juniorów w Hokeju na Lodzie 2014/I Dywizja:
  - Trzecie miejsce w klasyfikacji strzelców turnieju: 4 gole[12]
  - Najlepszy napastnik turnieju[13]
- Mistrzostwa Świata Juniorów w Hokeju na Lodzie 2015/Elita:
  - Piąte miejsce w klasyfikacji strzelców turnieju: 4 gole[14]
  - Jeden z trzech najlepszych zawodników reprezentacji na turnieju[15]
- WHL 2014/2015:
  - Pierwsze miejsce w klasyfikacji strzelców w sezonie zasadniczym: 63 goli[16]
  - Szóste miejsce w klasyfikacji asystentów w sezonie zasadniczym: 55 asyst
  - Bob Clarke Trophy - pierwsze miejsce w klasyfikacji kanadyjskiej w sezonie zasadniczym: 118 punktów
  - Pierwsze miejsce w klasyfikacji +/- w sezonie zasadniczym: +60
  - Drugie miejsce w klasyfikacji strzelców w fazie play-off: 13 goli
  - Piąte miejsce w klasyfikacji kanadyjskiej w fazie play-off: 25 punktów
  - Pierwsze miejsce w klasyfikacji +/- w sezonie zasadniczym: +60
  - Pierwszy skład gwiazd konferencji zachodniej[17]
  - Four Broncos Memorial Trophy - najlepszy zawodnik WHL
- AHL (2015/2016):
  - Pierwsze miejsce w klasyfikacji strzelców w fazie play-off: 10 goli
    - Pierwsze miejsce w klasyfikacji strzelców w fazie play-off wśród pierwszoroczniaków: 10 goli

  - Pierwsze miejsce w klasyfikacji kanadyjskiej w fazie play-off wśród pierwszoroczniaków: 16 punktów
  - Jack A. Butterfield Trophy - nagroda dla najbardziej wartościowego zawodnika (MVP) w fazie play-off[18][19]
- AHL (2016/2017): Mecz Gwiazd AHL